# Großsteingrab Gård Flintholm (Hillerød Kommune)
Das Großsteingrab Gård Flintholm war eine megalithische Grabanlage der jungsteinzeitlichen Nordgruppe der Trichterbecherkultur im Kirchspiel Lille Lyngby in der dänischen Kommune Hillerød. Es wurde im 19. Jahrhundert zerstört.

## Lage
Das Grab lag etwa auf halber Strecke zwischen Store Lyngby und Meløse auf einem Feld südwestlich des Hofs Flintholmgård. In der näheren Umgebung gibt bzw. gab es zahlreiche weitere megalithische Grabanlagen.

## Forschungsgeschichte
Im Jahr 1887 führten Mitarbeiter des Dänischen Nationalmuseums eine Dokumentation der Fundstelle durch. Zu dieser Zeit waren keine baulichen Überreste mehr auszumachen. 

## Beschreibung
Die Anlage besaß eine nordost-südwestlich orientierte längliche Hügelschüttung mit einer Länge von etwa 31 m. Von der Umfassung waren vor 1887 vor allem an der Nordseite noch mehrere große Steine erkennbar.
Der Hügel enthielt zwei Grabkammern, die wohl als Urdolmen anzusprechen sind. Sie hatten einen rechteckigen Grundriss und bestanden aus jeweils vier Wandsteinen und einem Deckstein. Zur Orientierung und den Maßen liegen keine Angaben vor.